# Obléhání Paříže (1360)
Obléhání Paříže uskutečnil v roce 1360 anglický král Eduard III. při svém tažení do Francie během stoleté války. Jeho snahou bylo dobýt Paříž ovládanou dauphinem Karlem.

## Historický kontext
Na jaře 1360 anglický král Eduard III. rozhodl o novém výpadu, jehož cílem bylo oslabit Francii a donutit Francouze k rozhodující bitvě. Karel V. použil jinou strategii než jeho předchůdci a proti strategii spálené země vedl proti Angličanům záškodnickou válku s jednotlivými výpady. Tento způsob boje znamenal pro Angličany velké ztráty. Mezitím v březnu 1360 pronikli normanští námořníci do přístavu Winchelsea, což v Anglii vyvolalo paniku. Eduard III. se obrátil na pochod k Paříži a nechal svou armádou ničit zemi. Už nešlo jen o kontribuci na výživu vojska, ale o systematické ničení všech zdrojů – polí, vinic, dobytka a obyvatel.

## Obléhání
31. března 1360 umístil Eduard III. své velitelství na hradě Chanteloup v Saint-Germain-lès-Arpajon, odkud řídil útok proti Paříži. Obce Longjumeau, Monthléry, Corbeil a Orly byly obsazeny a vypáleny. Od 5. do 7. dubna stejný osud postihl Châtillon, Montrouge, Gentilly, Cachan, Issy, Vanves a Vaugirard. Angličané se utábořili u Paříže. Obyvatelstvo okolních vesnic nalezlo ochranu v Paříži. Jižní předměstí byla vypálena. Přesto dauphin Karel odmítl přímý střet.

## Uzavření míru
Po týdenním obléhání Paříže byla anglická armáda bez potravin a proto musela ustoupit na sever. V neděli 12. dubna 1360 Angličané vyrazili ve směru na Beauce. 13. dubna se odehrálo tzv. černé pondělí, kdy byla anglická armáda na území dnešního Yvelines zasažena velkou bouří. Krupobití pobilo zvířata i lidi, zničilo vozy, zásoby i zbraně. Eduard III. se poté rozhodl vyjednávat. V Bretigny podepsal mír a rozpustil svou armádu žoldnéřů.